# 줄포시외버스터미널
줄포시외버스터미널은 전북특별자치도 부안군 줄포면 줄포리에 위치한 시외버스 터미널이다.
1972년 전북고속에서 설립한 이후에 지금까지 이어져 오고 있다. 시외버스가 정차하는 터미널과 군내버스가 정차하는 터미널이 각각 있다.

## 시외버스터미널
시외버스가 정차하는 줄포시외버스터미널은 전북특별자치도 부안군 줄포면 줄포6길 10(줄포리 382-32)에 있다. 군내버스 터미널과 달리 골목길 안쪽으로 들어간 곳에 있으며, 1층 건물 가장 끝에 매표소와 대합실이 위치하고 나머지 공간은 상업시설로 이용되고 있다. 또한 승차장도 따로 존재하지 않고 터미널 건물 앞 공터에서 승차와 하차를 한다.

### 운행 노선
| 방면        | 행선지                 |
| ----------- | ---------------------- |
| 호남권 방면 | 격포, 고창, 부안, 정읍 |

## 군내버스터미널
군내버스가 정차하는 줄포공용정류장은 전북특별자치도 부안군 줄포면 줄포4길 15(줄포리 411-1)에 있다.

### 운행 노선
- 줄포 ~ 상서, 부안
- 줄포 ~ 주산, 부안
- 줄포 ~ 곰소, 내소사, 격포
- 줄포 ~ 신흥, 부곡, 가분, 영전
- 줄포 ~ 신정
- 줄포 ~ 난산
- 줄포 ~ 정읍